# Městská knihovna Blansko
Městská knihovna Blansko je veřejná knihovna s univerzálním fondem. Jejím zřizovatelem je město Blansko. Instituce se nachází v centru města a byla založena za účelem poskytování knihovnických a informačních služeb bez rozdílu všem občanům.

## Oddělení knihovny
- Oddělení pro dospělé čtenáře
- Oddělení pro děti a mládež a hudební oddělení
- Regionální oddělení
- Studovna, čítárna a cizojazyčné oddělení

## Služby
- půjčování knih, časopisů, periodik, zvukových nosičů, e-knih, společenských her, čteček, tabletů, Albi tužek
- PC a připojení k WiFi síti, poslechové místo s přehrávačem gramodesek, CD
- kopírování, tisk, skenování, laminování
- zpracování rešerší, poskytování bibliografických a faktografických informací[3]
- meziknihovní výpůjční služba
- možnost vracení knih do biblioboxu

### Vzdělávání a kultura
- naučné programy, besedy, přednášky
- vzdělávací semináře, počítačové kurzy
- výstavy, koncerty
- akce pro děti
- pasování prvňáčků na čtenáře, Noc s Andersenem

## Pobočky
Kromě hlavní budovy poskytuje Městská knihovna Blansko knihovnické služby v 10 svých pobočkách:
- 9. května Blansko, v prostorách „Domovinky“ (v domě s pečovatelskou službou), 9. května 1, Blansko
- Dolní Lhota, vestibul mateřské školy, Dolní Lhota 177
- Horní Lhota, v prostorách Občanské aktivity, Horní Lhota 14
- Katolický dům Blansko, Katolický dům, Komenského 15, Blansko
- Klepačov, Dlouhá 166, Klepačov
- Klub důchodců Blansko, Městský klub důchodců, Dvorská 2, Blansko
- Lažánky, v budově Občanské aktivity, Lažánky 199
- Obůrka, budova bývalé školy, Obůrka 63
- Olešná, v prostorách Občanské aktivity, Olešná 1
- Těchov, v kulturním domě, Těchov 171